# 100 Геката
100 Геката — великий астероїд головного поясу, відкритий 11 липня 1868 року канадо-американським астрономом Джеймсом Уотсоном в Енн Арбор, США.
Тіссеранів параметр щодо Юпітера — 3,192.
Відкрито 11 липня 1868. Назва астероїда — на честь давньогрецької богині нічних видінь Гекати, але також нагадує про черговість його відкриття (від грец. Ἑκατόν — сто, сотня).
Геката обертається навколо Сонця за 5,45 юліанського року із середньою орбітальною швидкістю 16,82 км/с. Належить до астероїдів класу S, тобто має кам'яну (кремнієву) природу.